# Postsperre
Die Verhängung einer Postsperre ist ein in der deutschen Insolvenzordnung (InsO) geregeltes Mittel des Gläubigerschutzes.
Gesetzlich geregelt ist die Möglichkeit der Verhängung einer Postsperre in § 99 InsO. Nach dieser Vorschrift kann das Insolvenzgericht auf Antrag des Insolvenzverwalters oder von Amts wegen anordnen, dass die für den Schuldner bestimmte Post nicht diesem, sondern dem Insolvenzverwalter zuzuleiten ist. 
Dem liegt der Gedanke zu Grunde, dass durch die Korrespondenz des Schuldners möglicherweise dem Gläubigerzugriff noch verborgenes Vermögen entdeckt oder der Schuldner durch die Einschränkung seiner Möglichkeit, brieflich mit seiner Umwelt zu verkehren, daran gehindert wird, vorhandenes Vermögen dem Zugriff seiner Gläubiger zu entziehen.
Der Schwere dieses hoheitlichen Eingriffs in Art. 10 GG (Post- und Fernmeldegeheimnis) entspricht es, dass er nur durch einen gerichtlichen Beschluss angeordnet werden kann. Funktionell zuständig ist der Rechtspfleger (§ 3 Ziff. 2e RPflG). Der Schuldner ist vor Erlass des Beschlusses anzuhören, wenn nicht ausnahmsweise der mit der Anordnung der Postsperre verfolgte Zweck durch eine Anhörung vereitelt werden könnte (§ 99 Abs. 1 Satz 2 InsO). Eine deswegen unterbliebene Anhörung des Schuldners ist jedoch unverzüglich nachzuholen. Gegen den Beschluss, mit dem die Postsperre angeordnet wird, steht dem Schuldner nach § 99 Abs. 3 InsO die sofortige Beschwerde zu.
Die aufgrund angeordneter Postsperre an den Insolvenzverwalter weitergeleitete Post darf von diesem geöffnet werden. Der Insolvenzverwalter seinerseits ist verpflichtet, solche Sendungen, welche die Insolvenzmasse nicht betreffen, unverzüglich an den Schuldner weiterzuleiten (§ 99 Abs. 2 Satz 2 InsO). Andere Postsendungen dürfen von dem Insolvenzverwalter angehalten werden, dem Schuldner ist jedoch nach § 99 Abs. 2 Satz 3 InsO Einsicht in diese Sendungen zu gewähren.
Die Postsperre des § 99 InsO ist systematisch betrachtet im ersten Abschnitt des dritten Teils der Insolvenzordnung normiert und stellt somit eine allgemeine Wirkung der Insolvenzeröffnung dar.
Vor Eröffnung des Insolvenzverfahrens kann das Insolvenzgericht gemäß § 21 Abs. 2 Nr. 4 InsO eine vorläufige Postsperre anordnen, für die die § 99, § 101 Abs. 1 Satz 2 InsO entsprechend anzuwenden sind.